# Gornji Lukavac (Gradačac)
Pour les articles homonymes, voir Gornji Lukavac.
Gornji Lukavac (en cyrillique : Горњи Лукавац) est un village de Bosnie-Herzégovine. Il est situé dans la municipalité de Gradačac, dans le canton de Tuzla et dans la fédération de Bosnie-et-Herzégovine. Selon les premiers résultats du recensement bosnien de 2013, il compte 1 427 habitants.

## Démographie

### Évolution historique de la population
| 1948 | 1953 | 1961  | 1971  | 1981  | 1991  | 2013  |
| ---- | ---- | ----- | ----- | ----- | ----- | ----- |
| -    | -    | 1 022 | 1 228 | 1 240 | 1 259 | 1 427 |

|  |